# イケマンファーム
イケマンファーム株式会社は、大阪市中央区に本社を置く、印鑑・文房具・事務用品・ビジネス品専門店を展開する企業である。1736年創業。

## 会社概要
京都の伏見 池田より大坂へ1736年、米方両替商として創業する。200以上もの西日本の大名の蔵屋敷と取引をする（池田家にて現存）。幕末は幕府側につき、売掛金の回収ができなくなる。更に大阪市内某所で連帯保証人になり、その後一切の財産を失い、仏壇と箪笥のみになる。
大正3年、陸軍特別大演習のため大阪へおいでになった大正天皇に対して米を献上。1942年、戦時中の統制経済を嫌った8代目当主によって廃業となる。
1947年、菓子製造業を行う。「ベジカ」というお米のお菓子を製造、販売する。
1951年、9代目が事業を再開するにあたり、8代目当主が「米は人が食うもの」「文具も食い終わったら、また食うから道を間違えなければこの商売はなくなることがあらへん。」と考えて文具販売を始める。店がオフィス街にあったことから、「オフィス街で働く人のお困り事を解決し、お役に立てられるようにことを事業領域にする」事とし、1973年に事業領域をビジネス品専門店へと業態を絞った。ビジネス品とは造語であり、ビジネスに関わる人が使うアイテムとしてこの言葉を使っている。
9代目から10代目に引き継ぐ際は、「1＋1は何か知っているか。」「1＋1はなぁ、3やで。よう覚えとけよ。」と言い続け、常に右か、左か、ではなく第三の道を考えるように言い続けた。また激しく変わる経営環境を考え、「朝令暮改」では間に合わない「朝令朝改」と言い続けられた。経営理念は「全従業員の物心両面の幸福の追求とともに世の中の生活文化を向上させることにより幸福な社会の実現を目指す。」

### 事業内容
- 文房具店舗販売 イケマンセンバ店

### 営業事業
- 日本のお土産、文房具の免税店事業
- 印鑑作成、名刺印刷事業
- 文房具・オフィス用品の企業向け営業事業
- クリーン・リフレ　電解除菌水販売代理店事業
- ネットショップ事業
- オンラインショップ[3] イケマン楽天市場店[4] イケマンYahoo!店[5]
- オフィスレンタルスペース代理店 イケマンカンファレンスホール

## 沿革
- 1736年（元文元年） - 堂島新地3丁目で米方両替商を創始。
- 1753年（宝暦3年） - 米穀商を併業。
- 1806年（文化3年） - 北浜4丁目に移転。
- 1879年（明治12年） - 伏見町5丁目で米穀問屋を開業。
- 1893年（明治26年） - 精米及び小売部門を横堀2丁目に分離。
- 1942年（昭和17年） - 戦時企業設備のため米穀商を廃業。
- 1951年（昭和26年） - 東区（現・中央区）安土町2丁目で仮店舗 大阪大店を開店（イケマンファーム株式会社経営計画書参照）
- 1952年（昭和27年） - 東区（現・中央区）備後町2丁目にビジネス品と書籍の販売会社として株式会社イケマンを設立開業
- 1962年（昭和37年） - 池萬大和ビルを建設。店舗を南本町2丁目に移転。
- 1973年（昭和48年） - 東京・日本橋小伝馬町に外販東京営業所開設。
- 1977年（昭和52年） - イケマンファーム株式会社設立し株式会社イケマンの販売部門を分離、継承
- 1985年（昭和60年） - 今橋2丁目に北浜店を開店。同所に外販大阪営業所を併設。
- 1988年（昭和63年） - 博物館「さがの人形の家」を開館。
- 1989年（平成元年） - 財団法人イケマン人形文化保存財団設立。京都府第14号登録博物館認可。新ビル建設のためセンバ店仮店舗に移転。
- 1991年（平成3年） - 3月池萬堺筋ビル竣工。10月センバ新店オープン。
- 1992年（平成4年） - 2月北浜店、センバ店と併合。
- 2000年（平成11年） - 池田佳隆（10代目）代表取締役 就任
- 2014年（平成25年）  - 公益財団法人イケマン人形文化保存財団認定。
- 2016年（平成27年）
  - 長期(5年)事業構想策定
  - 第41期経営計画発表会
  - 環境整備の実行計画をPDCAで実施開始
- 2017年（平成28年）
  - 大阪市女性活躍リーディングカンパニー チャレンジ企業 第12号認定。
  - 長期(5年)事業構想策定
  - 第42期経営計画発表会
- 2018年（平成29年）
  - 大阪市女性活躍リーディングカンパニー 一つ星企業 第340号 認定
  - 長期(5年)事業構想策定
  - 第43期経営計画発表会
- 2019年（令和元年）
  - イケマンカンファレンスホール改築
  - プライバシーマーク 2002475(1)号 認定
  - 長期(5年)事業構想策定
  - 第44期経営計画発表会
- 2020年（令和2年）
  - 免税事業
  - クリーン・リフレ(電解除菌水(3層型次亜塩素酸水))販売事業開始
- 2021年（令和3年）
  - イケマンオーガスタルーム(4名規模ミーティングルーム/オンラインミーティングルーム)貸し会議室事業拡大)
- 2022年（令和4年）
  - イケマンオンラインショップ　リニューアル Shopifyでリニューアルオープン
  - ネットショップ　くじら堂　オープン
- 2023年（令和5年）
  - イケマンライジングルーム(20名規模ミーティングルーム)貸し会議室事業拡大)
  - イケマンセンバ店1階インバウンド向け、免税お土産、文房具屋改装
  - イケマンオンラインショップ　リニューアルオープン
  - 長期(5年)事業構想策定
  - 第48期経営計画発表会

## 参考書籍
- 北井弘 (1997). “「老舗」企業の経営戦略と人づくり(3)イケマンファーム「大道を歩め」を社訓に大阪商人の本道を行く”. 企業と人材 (産労総合研究所) 30 (674):  40-44.
- イケマンファーム株式会社 第43期経営計画書
- イケマンファーム株式会社 第44期経営計画書
- イケマンファーム株式会社 第45期経営計画書
- イケマンファーム株式会社 第46期経営計画書
- イケマンファーム株式会社 第47期経営計画書
- イケマンファーム株式会社 第48期経営計画書